# オオカニコウモリ
オオカニコウモリ（大蟹蝙蝠、学名：Parasenecio nikomontanus）は、キク科コウモリソウ属の多年草。別名、クロベカニコウモリ。

## 特徴
茎の高さは30-100cm、茎は紫色になり、しばしば稲妻形に屈曲する。葉は長い葉柄をもって茎に互生し、葉柄は茎を抱かない。葉は五角形腎形で、裏面の葉脈上にちぢれ毛がある。葉身は長さ5-18cm、幅9-27cmになる。
花期は8-10月、茎の先にやや散房状に白色の頭花をつける。総苞は長さ8-10mmの筒状で白色から帯紫色、総苞片は5個。頭花は5-6個の小花からなり、すべて両性の筒状花。小花の花冠は浅く5裂し、花柱の先は2つに分かれ反り返る。

## 分布と生育環境
本州の東北地方、北陸地方および近畿地方北部に分布し、山地のやや湿り気のある落葉樹林の林床、林縁に自生する。群生することが多い。

## ギャラリー
- 茎は紫色で稲妻形に屈曲する
- 花冠は5裂する
- 裏面の葉脈上にちぢれ毛がある